# Mary Thomas
Mary Thomas (Antigua, 1848 – Christiansted, 1905) è stata una sindacalista e attivista danese, di estrazione proletaria. È conosciuta anche come Queen Mary, una delle tre regine di St. Croix che nel 1878 guidarono la rivolta sindacale Fireburn su quest'isola delle Indie occidentali danesi.

## Storia
Nata ad Antigua sbarcò a Saint Croix attorno al 1860 per lavorare nelle piantagioni dell'isola. Ebbe tre figli e venne anche arrestata per piccoli reati. Si sospettò che le motivazioni delle autorità coloniali danesi fossero false, create per screditarla.

### Condizioni di lavoro nelle piantagioni che portarono alla rivolta

Isole Vergini - St. Croix (1985).

Un anno dopo la liberazione degli schiavi di origine africana avvenuta nel 1848, nelle Indie occidentali danesi, una legge stabilì i nuovi salari e le condizioni di lavoro per tutti i lavoratori proibendo ogni tipo di contrattazione. Tra le restrizioni introdotte vi fu quella che obbligava i lavoratori a mantenere a lungo lo stesso posto, permettendo loro di cambiarlo solo una volta all'anno, il 1º ottobre. Questo indusse molti a tentare di lasciare le piantagioni per cercare condizioni migliori altrove ma il governo intanto aveva reso più difficile per questi lasciare le isole e le piantagioni, imponendo nuove tasse per le pratiche di espatrio. 
Nell'autunno del 1878 i lavoratori chiesero di negoziare migliori condizioni ma le richieste furono respinte. Questo scatenò le cosiddette rivolte di Fireburn, le più grandi rivolte sindacali nella storia danese.

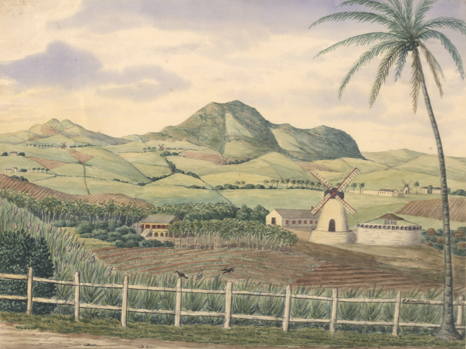
Le piantagioni di St. Croix nel 1833.

### Le tre regine
Il 1º ottobre 1878 molti degli operai di St. Croix erano riuniti a Frederiksted per protestare e la polizia, presto messa in difficoltà, fu costretta a ritirarsi nel forte di Frederiksted chiedendo contemporaneamente aiuto a Christiansted, mentre i lavoratori incendiavano case e distruggevano negozi. Quando gli aiuti finalmente arrivarono non poterono tuttavia evitare che la rivolta arrivasse alla fine ad incendiare più di 50 piantagioni.
Le tre donne che parteciparono alla ribellione passarono alla storia come simbolo di resistenza al potere coloniale nelle Indie Occidentali. Queste sono conosciute come Queen Mary, Queen Agnes e Queen Mathilda. Tutte vennero arrestate, assieme ad una quarta donna, Susanna Abrahamson, detta Bottom Belly. Condannate, scontarono parte della loro pena nel carcere femminile di Christianshavn a Copenaghen nel 1880.
La ribellione ottenne lievi miglioramenti nelle condizioni dei lavoratori, inclusa una retribuzione più alta. Le Indie Occidentali danesi vari anni dopo furono vendute agli Stati Uniti, il 31 marzo 1917.

### Posizione ufficiale del governo
Nel corso del 2017, in occasione della visita a St. Croix per il 100º anniversario della vendita delle Indie Occidentali (localmente definito Transfer Day), il Primo Ministro Lars Løkke Rasmussen ha riconosciuto che la Danimarca ha un'eredità storica comune con le isole. 
Ha spiegato che la schiavitù non si può giustificare, che è imperdonabile, ed è una vergogna per la storia danese, tuttavia, non ha presentato alcuna scusa ufficiale per il passato da impero coloniale della Danimarca. Nel discorso inoltre non ha citato i fatti relativi alla rivolta Fireburn né parlato di Mary Thomas.

## Riconoscimenti
- Nella tradizione orale delle Isole Vergini una canzone popolare ricorda Mary Thomas impegnata nella rivolta:

"Queen Mary, ah where you gon' go burn?
Queen Mary, ah where you gon' go burn?
Don' ask me nothin' t'all
Just geh me de match an oil
Bassin Jailhouse, ah deh de money dey"
- Le artiste Jeannette Ehlers (Danimarca) e La Vaughn Belle (Isole Vergini) hanno realizzato una statua che raffigura Queen Mary seduta su una poltrona di vimini con una torcia in una mano ed un coltello per tagliare la canna da zucchero nell'altra. L'opera si ispira ad una foto che ritrae Huey Newton (co-fondatore del Black Panther Party) nel 1967 seduto su una sedia di vimini con in una mano una lancia ed un fucile nell'altra.[5]